# 置始大伯
置始 大伯（おきそめ の おおく）は、飛鳥時代の人物。名は多久とも書く。姓は連。
654年に遣唐使の一員として唐に渡り、翌年帰国。672年の壬申の乱では大海人皇子（天武天皇）の側についた。693年に窃盗の罪に問われたが、壬申の乱のときの功に免じて赦された。

## 出自
置始氏（置始連）は物部氏族に属する神別（天孫系）氏族で、物部大新河（物部十市根の兄弟）の後裔とする。中世の大和国衆・布施氏が置始姓を称した。

## 経歴
白雉5年（654年）2月、高向玄理を押使、河辺麻呂を大使とする遣唐使の一員（遣唐判官）となった。このとき大伯の位は小乙上であった。この遣唐使は斉明天皇元年（655年）8月に帰国した。
『日本書紀』の壬申の乱のくだりに置始大伯の名は現れないが、次に述べる窃盗事件の詔で、大海人皇子側で活躍したことがわかる。
持統天皇7年（693年）4月22日、盗みの犯人として大伴男人、置始多久、菟野大伴を、見逃した罪で巨勢邑治を裁く詔が下された。具体的内容は記されていないが、罪に問われた官人の役職から、官物横領と思われる。置始多久はこのとき鍵を管理する典鑰であった。位一階を下げ、官を解かれることになったが、壬申の年の功によって特別に赦され、贓物の返済だけでよいとされた。